# 팸플릿

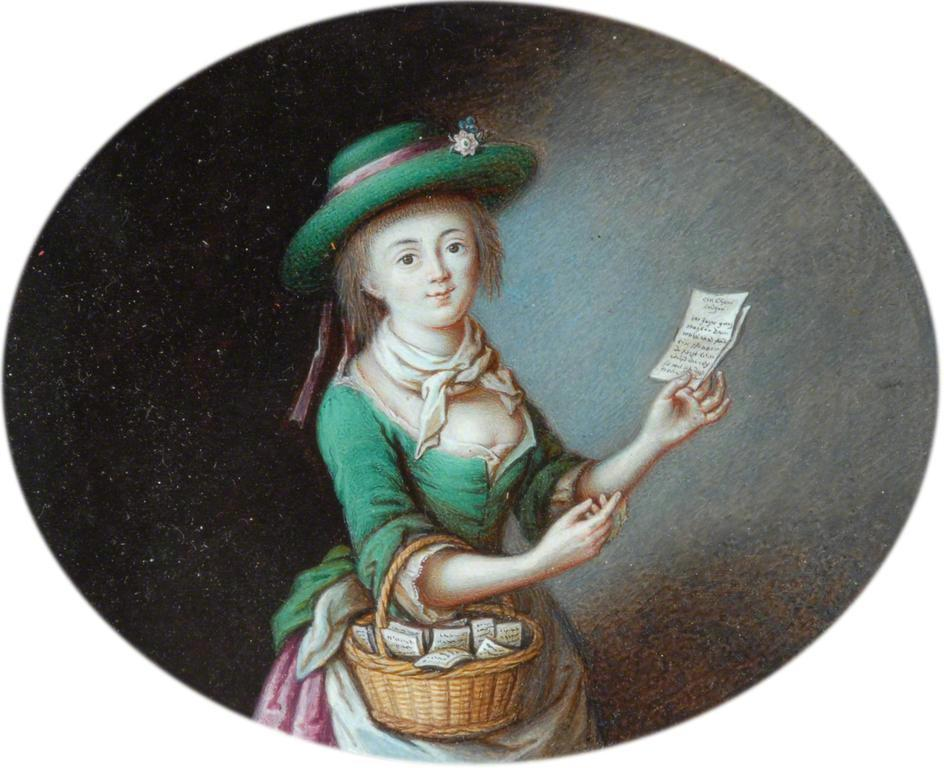
팸플릿 바구니를 든 18세기 소녀의 그림

팸플릿(Pamphlet, 문화어: 팜플레트)은 하드커버나 제본이 되지 않은 소책자를 말한다. 흔히 양면 인쇄된 낱장의 종이나 반(혹은 1/3, 1/4)로 접힌 것을 말하기도 하고(이는 보통 리플릿(leaflet)이라 불린다), 반으로 접힌 몇 장의 종이나 이를 간단한 책의 형태로 철한 것을 말하기도 한다. 유네스코에 따르면 팸플릿으로 불리기 위해서는 적어도 5페이지 이상, 48페이지를 넘어서는 안된다. 그 이상은 책(book)으로 분류한다..

## 같이 보기
- 부클릿
- 브로슈어